# La famiglia Brock
La famiglia Brock (Picket Fences) è una serie televisiva statunitense creata da David E. Kelley, andata in onda sulla CBS dal 1992 al 1996.
La serie ha vinto un Golden Globe e 14 premi Emmy, due dei quali per miglior serie drammatica. La serie ha affrontato diverse e delicate tematiche, come l'aborto, l'omosessualità, la poligamia, la pedofilia, la fede in Dio e molte altre.
Per le tematiche affrontate, che mescolano dramma e commedia in modo bizzarro, la serie è stata accostata a I segreti di Twin Peaks. Numerose sono state le guest star, da Marlee Matlin, Jason Beghe, Richard Masur, Concetta Tomei, James Coburn, fino agli allora esordienti Jack Black e Terrence Howard. Nel corso della terza stagione sono stati effettuati diversi crossover con un'altra serie creata da Kelley, Chicago Hope.
La serie è stata trasmessa in Italia in orari notturni da Canale 5 e successivamente replicata sul canale satellitare Jimmy.

## Trama
La serie segue le vicende degli abitanti di Rome, fittizia cittadina del Wisconsin, dove avvengono strani fatti. A portare ordine nella comunità pensa lo sceriffo Jimmy Brock, sposato in seconde nozze con il medico della cittadina Jill Brock, alle prese con i problemi dei figli, Kimberly (nata dal primo matrimonio di Jimmy) e i maschi Matthew e Zack.
Tra scandali ed intrighi cittadini, attorno alla famiglia Brock ruotano diversi personaggi, come il bizzarro avvocato Douglas Wambaugh, la segretaria del distretto di polizia Ginny, l'affascinante Maxine, il pittoresco coroner Carter Pike e il braccio destro di Jimmy, Kenny Lacos.

## Episodi
| Stagione         | Episodi | Prima TV USA | Prima TV Italia |
| ---------------- | ------- | ------------ | --------------- |
| Prima stagione   | 22      | 1992-1993    | 1994            |
| Seconda stagione | 22      | 1993-1994    | 1995            |
| Terza stagione   | 22      | 1994-1995    | 1996            |
| Quarta stagione  | 22      | 1995-1996    | 1997            |